# Interpedia
Interpedia war der Arbeitstitel für ein 1993 angestoßenes Projekt zur kooperativen Erstellung und Verbreitung einer Enzyklopädie über das Internet. Es gilt als einer der Vorläufer der Wikipedia.

## Idee
Das Projekt ging auf eine Idee von Rick Gates zurück, der diese am 22. Oktober 1993 in der Usenet-Newsgroup alt.internet.services vorstellte. Sein Beitrag gilt als erster Beleg für die Idee, das Internet zur kooperativen Erstellung einer Enzyklopädie zu verwenden. Gates schrieb:

“The more I thought about this, the more I realized that such a resource, containing general, encyclopedic knowledge for the layman, would be an important tool for some types of research, and for the Net.Citizenry in general.

but what about contributors … where will you find authors to write the short articles you need? Well, I'd first have to start out by finding some way of communicating with an extremely diverse set of people … everyone from linguists, to molecular biologists, from animal rights activists to zymurgists, and from geographers to gas chromotographers. Guess what?:-) The Net provides just such an arena! So I thought about it some more …

… and came to the conclusion that this is a good idea!”

„Je mehr ich darüber nachdachte, desto stärker wurde mir bewusst, dass eine solche Quelle mit allgemeinen enzyklopädischen Informationen für den Laien ein wichtiges Hilfsmittel für einige Arten der Forschung und eine Netzbürgerschaft im Allgemeinen sein könnte.

Ahh … was ist mit den Schreibern … – wo werden wir Teilnehmer finden, um die benötigten kurzen Artikel zu schreiben? – Zuerst würde ich eine Möglichkeit finden müssen, mit sehr unterschiedlichen Menschen zu kommunizieren … Jederman vom Linguisten zum Molekularbiologen, Tierrechtsaktivisten, Brauereispezialisten, Geographen oder Gas-Spektrographen. – Ratet mal:-) Das Internet bietet eine solche Basis. Also dachte ich weiter darüber nach …

… und kam zu dem Schluss, dass das eine gute Idee ist!“

## Diskussionsphase
Der Vorschlag von Gates führte zu einer längeren Diskussion, die zunächst innerhalb einer Mailingliste, ab November 1993 dann in der Newsgroup news:comp.infosystems.interpedia comp.infosystems.interpedia geführt wurde. Einer der ersten Diskussionsteilnehmer, R. L. Samuell, prägte dabei den Begriff Interpedia.
Es gab Auseinandersetzungen darüber, ob alle Seiten in HTML, reinem Text oder freiem Format gestaltet sein sollten. Eine weitere Frage war, ob andere Internetquellen, die nicht ausdrücklich für die Interpedia geschrieben waren, einfach in den Katalog hätten aufgenommen werden können. Weiterhin wurden mehrere unabhängige Güte-Kontrollagenturen („Seal-of-approval“ (SOAP)) geplant, die Interpedia-Artikel nach von ihnen gewählten Kriterien bewerten könnten. Die Benutzer könnten dann entscheiden, an welcher Agentur sie sich orientieren würden.
Das Projekt kam nie über die Planungsphase hinaus und ging schließlich gegenüber der rasanten Entwicklung des Internets unter. Der einzige je produzierte Artikel beschäftigte sich mit Absinth und war im Wesentlichen ein leicht abgeändertes Posting aus einer Newsgroup.